# Bohdanivka, Tulciîn
Bohdanivka (în ucraineană Богданівка) este o comună în raionul Tulciîn, regiunea Vinnița, Ucraina, formată numai din satul de reședință.

## Demografie
Componența lingvistică a satului Bohdanivka
     Ucraineană (98,22%)
     Rusă (1,55%)
     Alte limbi (0,16%)
Conform recensământului din 2001, majoritatea populației satului Bohdanivka era vorbitoare de ucraineană (98,22%), existând în minoritate și vorbitori de rusă (1,55%).